# Thomas Bernhardt
Thomas Bernhardt (* 1955 in Düsseldorf) ist ein deutscher Grafiker und Stadthistoriker.

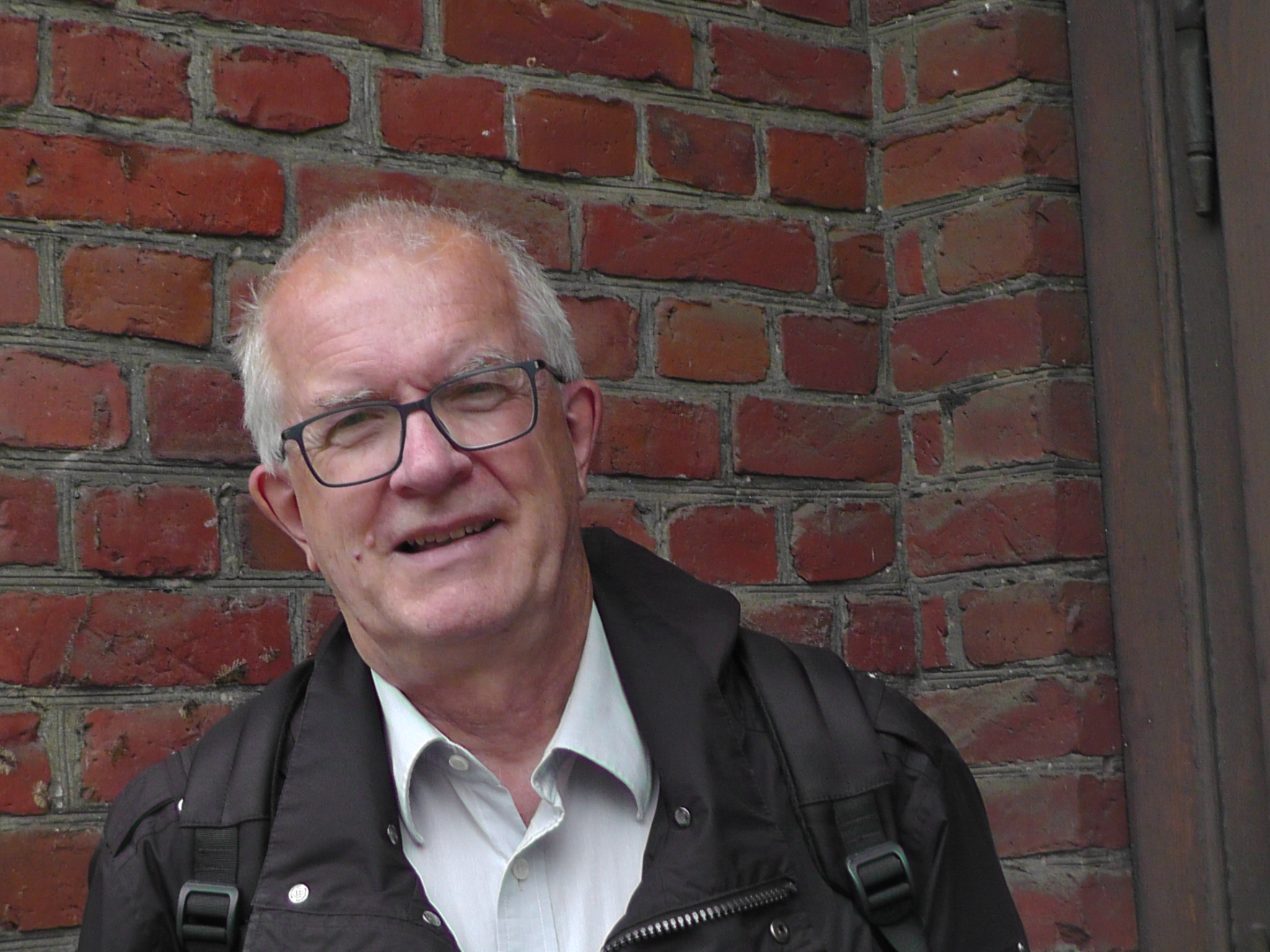
Thomas Bernhardt, 2023

## Leben
Thomas Bernhardt wuchs in Flingern auf. Seit 1975 ist Thomas Bernhardt selbstständiger Grafiker. Er lebt in Düsseldorf, ist verheiratet und hat zwei Kinder.

## Öffentlichkeitsarbeit
Bernhardt war Mitbegründer und von 1982 bis 1987 Herausgeber der ersten kostenlosen Stadtteil- und Initiativenzeitung in Düsseldorf starkes stück. Er schrieb Artikel für die Westdeutsche Zeitung und die Rheinische Post sowie Serien mit stadtgeschichtlichen Inhalten. 1987 gründete er die „Geschichtswerkstatt Düsseldorf“.
Ein Schwerpunkt seiner beruflichen Tätigkeit ist Public Relations (PR) und die Gestaltung von Werbematerial. Er arbeitet als Illustrator von Büchern und Broschüren und entwirft Werbematerial wie Plakate, Flyer, Logos und Spiele.

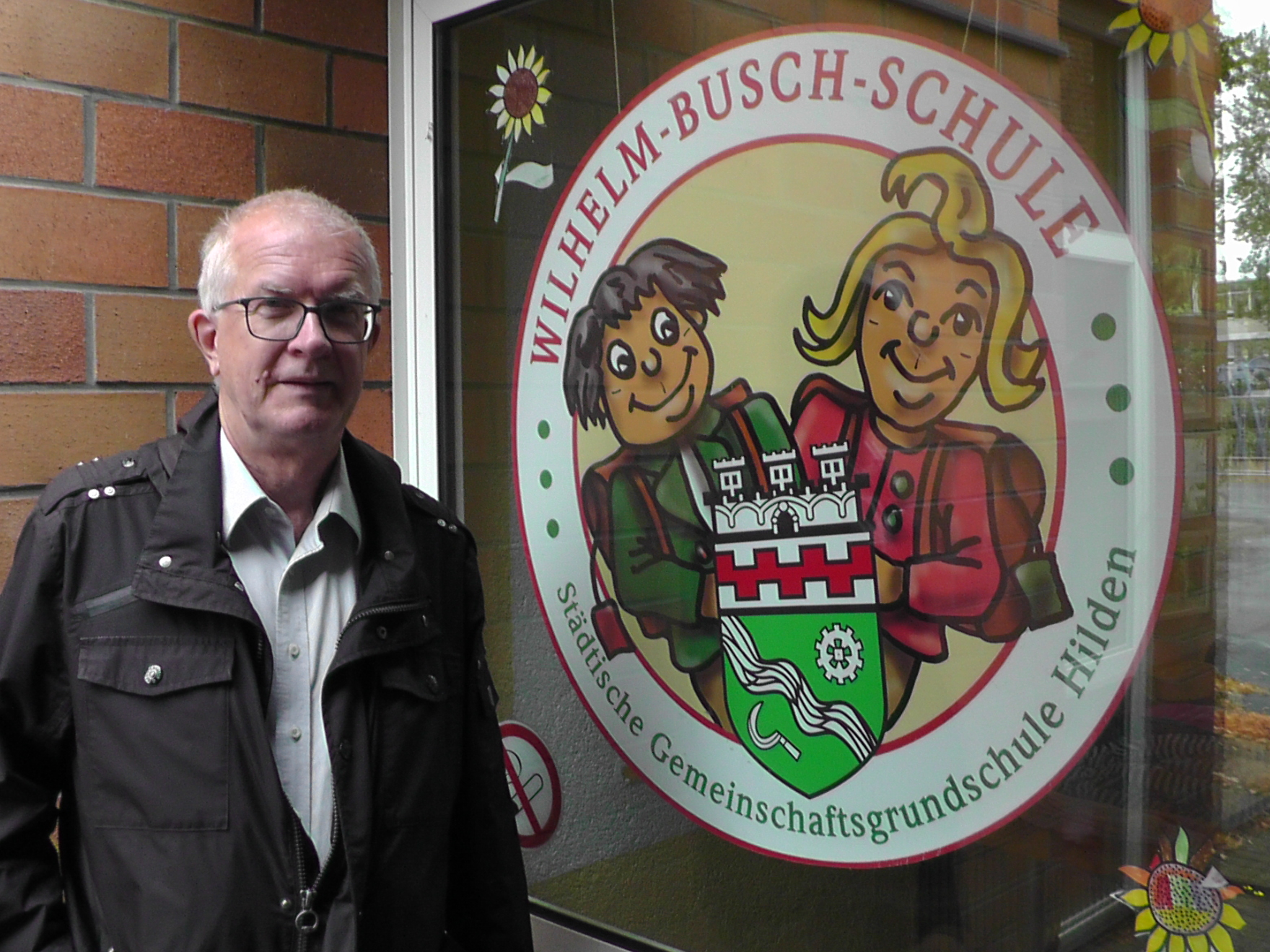
Thomas Bernhardt vor dem Max und Moritz Logo der Wilhelm-Busch-Schule (Hilden)

Thomas Bernhardt ist in Bereichen der Erwachsenenbildung und der Bildung von Kindern und Jugendlichen aktiv. Er arbeitet als Stadtführer in Düsseldorf und Hilden, organisiert Schulprojekte und leitet die Bildungspartnerschaft zwischen der Rotary Club Hilden-Haan Stiftung, dem Wilhelm-Fabry-Museum und dem Grundschulverbund Schulstraße (GSV), sowie Projekte innerhalb einer Bildungspartnerschaft zwischen dem Stadtarchiv Hilden und der Wilhelm-Busch-Schule.

## Ehrungen
- 1995: Verdienstorden der Bundesrepublik Deutschland Verdienstmedaille
- 2003: Verdienstorden der Bundesrepublik Deutschland am Bande[2]

## Publikationen (Auswahl)
- mit Boris Loehrer (Fotos): Amüsemang – stundenlang: Eine Zeitreise zu Varieté, Cabaret und Jazz in Düsseldorf. Bache, Köln 2005, ISBN 978-3-7616-1846-2.
- Thomas Bernhardt: Haltestellen Geschichte(n). Droste-Verlag, 2007, ISBN 978-3-7700-1279-4.
- Chronik „100 Jahre Strom in Hilden“. In: Rheinische Post. 23. März 2007, abgerufen am 28. Juni 2023.
- Sutton (Hrsg.): Immer wieder sonntags: Bräuche in Düsseldorf und Umgebung (Heimatarchiv). 2008, ISBN 978-3-86680-282-7.
- mit Wolfgang Schmitz: Aufgewachsen in Düsseldorf in den 60er und 70er Jahren. Wartberg, 2008, ISBN 978-3-8313-1845-2.
- Liebeserklärung an Düsseldorf (Sonstiges). Wartberg, 2010, ISBN 978-3-8313-2129-2.
- mit Andreas Stephainski, Werner Kimmel: Zeit Reise: 1000 Jahre Leben in Hilden. 150 Jahre Stadtrechte. Hrsg.: AST text + bild. Göppingen 2011, ISBN 978-3-9812527-9-8, S. 1–128.
- mit Dieter Jaeger, Andreas Stephainski (Hg.), Roland Ermrich (Hg.): Zeit Reise: 1200 Jahre Leben in Düsseldorf. Hrsg.: AST text + bild. Göppingen 2011, ISBN 978-3-9812527-3-6, S. 1–170.
- mit Arne Lieb: Fotoschätze Düsseldorf, Bewegende Bilder aus der Stadtgeschichte. Rheinische Post, Düsseldorf 2013, ISBN 978-3-9816252-2-6.
- mit Julia Harke: „Entdecke Deinen Stadtbezirk“ ein Geschichtsbuch von Kindern für Kinder. Hrsg.: Stadt Düsseldorf. Geschichtswerkstatt Düsseldorf, 2013.
- Sutton (Hrsg.): Gruß vom Niederrhein: Ansichtskarten aus alter Zeit (Archivbilder). 2014, ISBN 978-3-95400-466-9.
- Geboren 55 - Das Multimedia Buch: Hol dir das Gefühl zurück! Wartberg, 2015, ISBN 978-3-8313-2855-0.
- Hans Hoff: 60 ist doch kein Alter. Abgerufen am 16. Mai 2024.
- Düsseldorf - einfach Spitze! 100 Gründe, stolz auf diese Stadt zu sein. Wartberg, 2015, ISBN 978-3-8313-2900-7.
- Düsseldorf-Flingern in historischen Fotografien. Sutton, 2016, ISBN 978-3-95400-692-2, S. 1–128.
- mit Tom Koster, Norbert Arndt, Juliane Bücker, Andreas Götz, Michael Hamacher, Andreas Hecker, Tobias Kemberg, Piet Keusen, Markus Küppers, Norbert Nussbaum, Werner Raupp, Rolf Remers, Thorsten Schaar, Friedrich Schacht: (alle Redaktion): 125 Jahre Fortuna Düsseldorf – Geschichte und Geschichten in Rot und Weiß. Hrsg.: Düsseldorfer Turn- und Sportverein Fortuna 1895 e.V. 2020, ISBN 978-3-00-067151-7.
- Düsseldorf. 55 Highlights aus der Geschichte, Menschen, Orte und Ereignisse, die unsere Stadt bis heute prägen. Sutton, 2020, ISBN 978-3-96303-110-6, S. 1–128.
- Eine Stadtgeschichte ganz kurz und kompakt. Abgerufen am 16. Mai 2024.
- mit Wilhelm Jaeger: Op'm Karlsplatz - wo denn sons? Geschichte und Geschichten rund um den Karlplatz. Tips und Ratschläge zum Einkaufen/Adressen. Hrsg.: Dieter Reichardt, Thomas Bernhardt. Interessengemeinschaft der Markthändler auf dem Karlplatz (Düsseldorf), Düsseldorf 1990, S. 1–66 (nwbib.de).

- mit Ulrich Linnemeier: Freie Gruppen in Nordrhein-Westfalen. In: Theaterlandschaft Nordrhein-Westfalen (Hrsg.): Theaterlandschaft Nordrhein-Westfalen.. - Düsseldorf : Goethe-Buchh. Teubig, 1988. - S. 151-155 : 2 Ill. Düsseldorf 1988, S. 151–155 (nwbib.de).